# Красный Восход (Воронежская область)
Кра́сный Восхо́д — посёлок в Подгоренском районе Воронежской области.
Входит в состав Берёзовского сельского поселения.

## Население
| 2010 |
| ---- |
| 783  |

## Улицы
| - ул. Генерала Лебедева, - ул. Железнодорожная, - ул. Заводская, - ул. Пролетарская, | - ул. Советская, - ул. Строительная, - ул. Челябинская. |